# Биомы Южной Африки
Биомы Южной Африки
Биомы Южной Африки представляют разнообразие природных экосистем, объединенных особыми климатическими условиями и доминирующими формами растительности. Эти уникальные зоны обладают своим собственным обликом, который определяется сочетанием климата, почвенного состава и биоразнообразия. Все биомы представляют собой гармоничное сосуществование растительного и животного мира, обусловленное особыми природными условиями.
Согласно книге «Растительность Южной Африки, Лесото и Свазиленда» (англ. The Vegetation of South Africa, Lesotho and Swaziland), опубликованной в 2006 году Ладиславом Муциной (Ladislav Mucina) и Майклом Рутерфордом (Michael C. Rutherford), в Южной Африке выделено девять биомов:
1. Биом финбос
2. Биом Суккулентного Кару
3. Пустынный биом
4. Биом Нама-Кару
5. Луговой (или травянистый) биом
6. Саванный биом
7. Биом зарослей Олбани
8. Биом прибрежного пояса Индийского океана
9. Лесной биом

В 2006 году было описано 435 типов растительности в Южно-Африканской Республике, Лесото и Эсватини (до 2018 года — Свазиленд), включая 5 типов, выделенных на островах Принца Эдуарда. Эти острова включают в себя биом субантарктической тундры и биом полярной пустыни.

## Биом финбос
Биом финбос
Биом финбос, обширный экосистемный комплекс в Южной Африке, представляет собой важный биорегион, который можно подразделить на два ключевых типа растительности: финбос и реностервельд. Эти два типа растительности обладают собственными характеристиками и являются уникальными компонентами этого биорегиона.
Особое внимание заслуживает факт, что биом финбос образует одно из уникальных «цветочных королевств» мира. Несмотря на то, что этот регион занимает всего 0,08% всей суши на планете, в нем процветает около 3% всех видов растений в мире.

### Финбос
Финбос можно разделить на две основные подгруппы: Восточный финбос и Горный финбос.
Восточный финбос состоит из одного типа растительности:
1. Травянистый финбос, травянистое сообщество, ограниченное в основном на востоке. Травянистый финбос часто связан с мелкозернистыми почвами.

Горный финбос подразделяется на пять серий:
1. Астровый финбос (Asteraceous fynbos), характеризующийся преобладанием кустарников и обитающий на самых засушливых и мезотрофных участках финбоса.
2. Рестиевый финбос (Restioid fynbos), процветает в более влажных условиях.
3. Вересковый финбос (Ericaceous fynbos), в котором преимущественно встречаются растения семейства вересковые.
4. Протейный финбос (Proteoid fynbos), где преимущественно встречаются растения семейства протейные, с более глубокой почвой.
5. Закрытокустарниковый финбос (Closed-scrub fynbos), процветающий вдоль ручьев и рек, и, подобно протейному финбосу, часто содержащий высокие кустарники, однако они не относятся к семейству протейные.

Финбос более детально подразделяется на 16 подсерий и 63 типа (или более). Подсерии получили наименования, соответствующие их экологическим особенностям, такие как «Мокрый вересковый финбос». Каждому из этих типов присвоены уникальные географические названия, например, «Руитерсберг Мокрый вересковый финбос». Путем анализа распределения растительных сообществ были выделены семь горных районов, каждый из которых характеризуется уникальным сочетанием растительных типов.

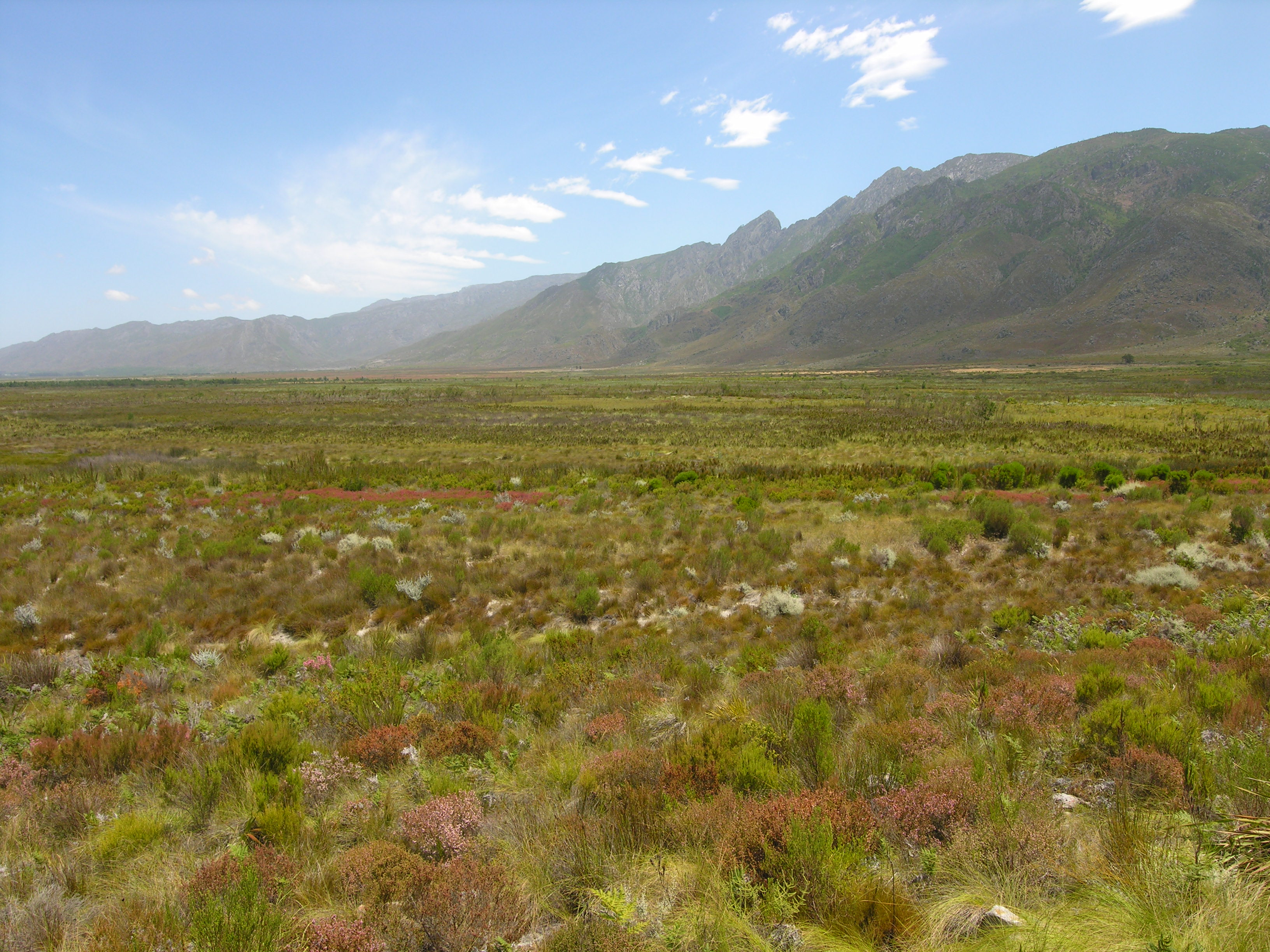
Растительность финбос рядом с Франсхуком

Растительность финбос в основном встречаются на хорошо выщелоченных, неплодородных почвах. Обычно это характерно для песчаников мыса, но при большом количестве осадков, даже граниты и сланцы становятся достаточно выщелоченными, чтобы поддерживать астровый финбос, который заменяет реностервельд. Типично, это происходит, когда годовое количество осадков составляет от 600 до 800 мм. На гранитах это может быть даже меньше, особенно на более высоких высотах. При уровне осадков менее 200 мм финбос сменяется суккулентным кару, возможно, потому что при таком низком уровне осадков растительность не подвергается частым пожарам.
Биомасса животных в финбосе обычно невелика, хотя богатство видов птиц, млекопитающих, лягушек, рептилий и насекомых довольно высоко. Большинство эндемиков биома финбос встречаются в различных типах растительности финбос. Эти животные играют важную роль в опылении и распространении семян, но, вероятно, оказывают небольшое воздействие на структуру и состав растительности.

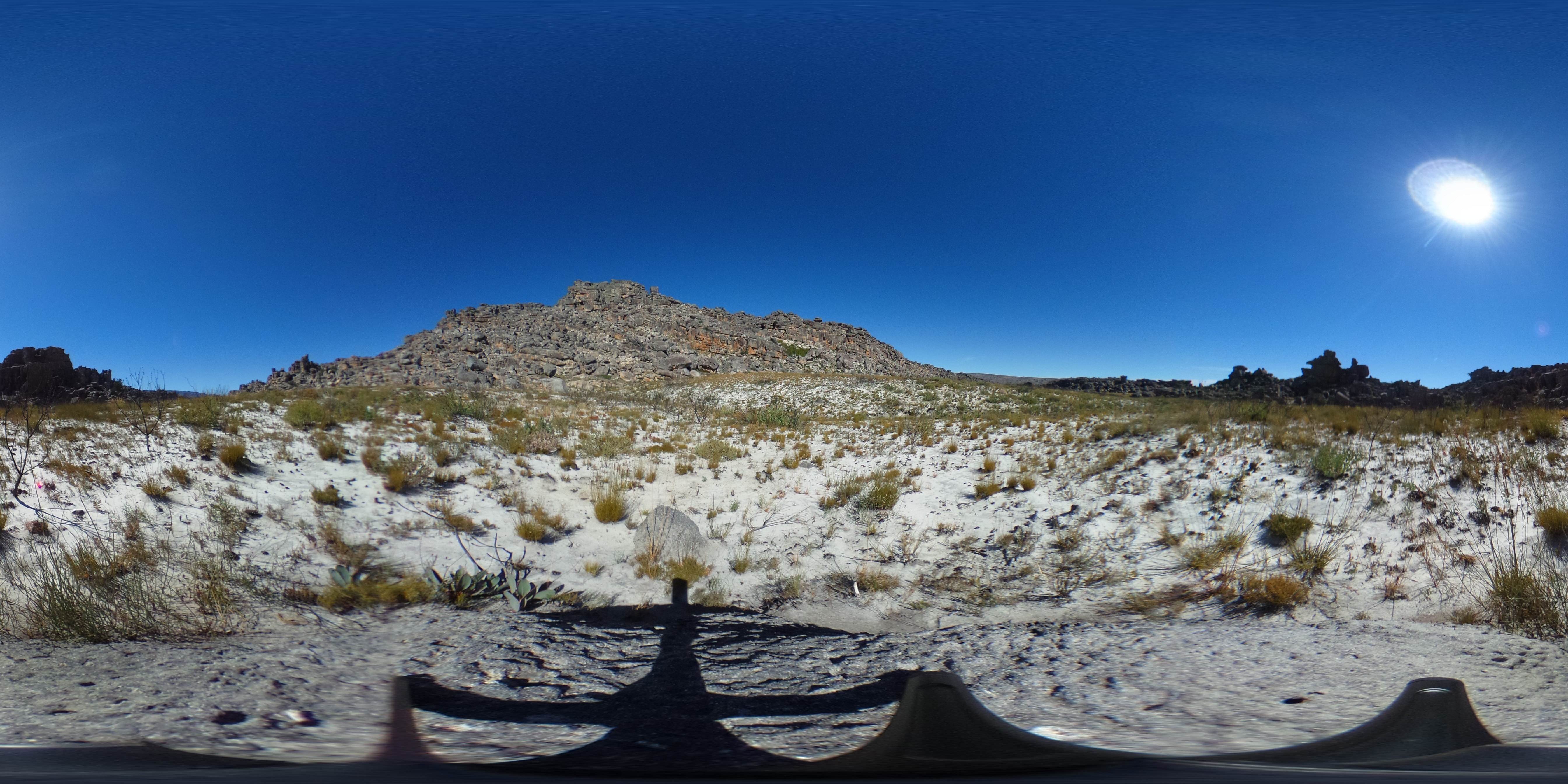
360-градусная фотография финбоса в районе Грут Винтерхук (Groot Winterhoek, горная цепь) в Западно-Капской провинции, сделанная примерно через 18 месяцев после пожара, отображает новые растения на разных стадиях роста. Также хорошо видно неплодородную белую почву, на которой обычно произрастает финбос. Фотография сделана с вершины термитника

Пожары оказывают значительное воздействие на флору финбоса. Чтобы поддерживать видовое разнообразие растений, финбос должен периодически подвергаться пожарам в возрасте от 6 до 45 лет. Многие виды сохраняют свои семена в огнестойких коробочках, чтобы высвободить их после пожара, и привлекают муравьев, чтобы закапывать семена в местах, где они защищены от грызунов и огня. После пожара многие виды прорастают, но большинство из них полагаются на регулярные пожары и восстанавливаются из семян. Без регулярных пожаров финбос стареет, и элементы леса и чащи начинают вторгаться.

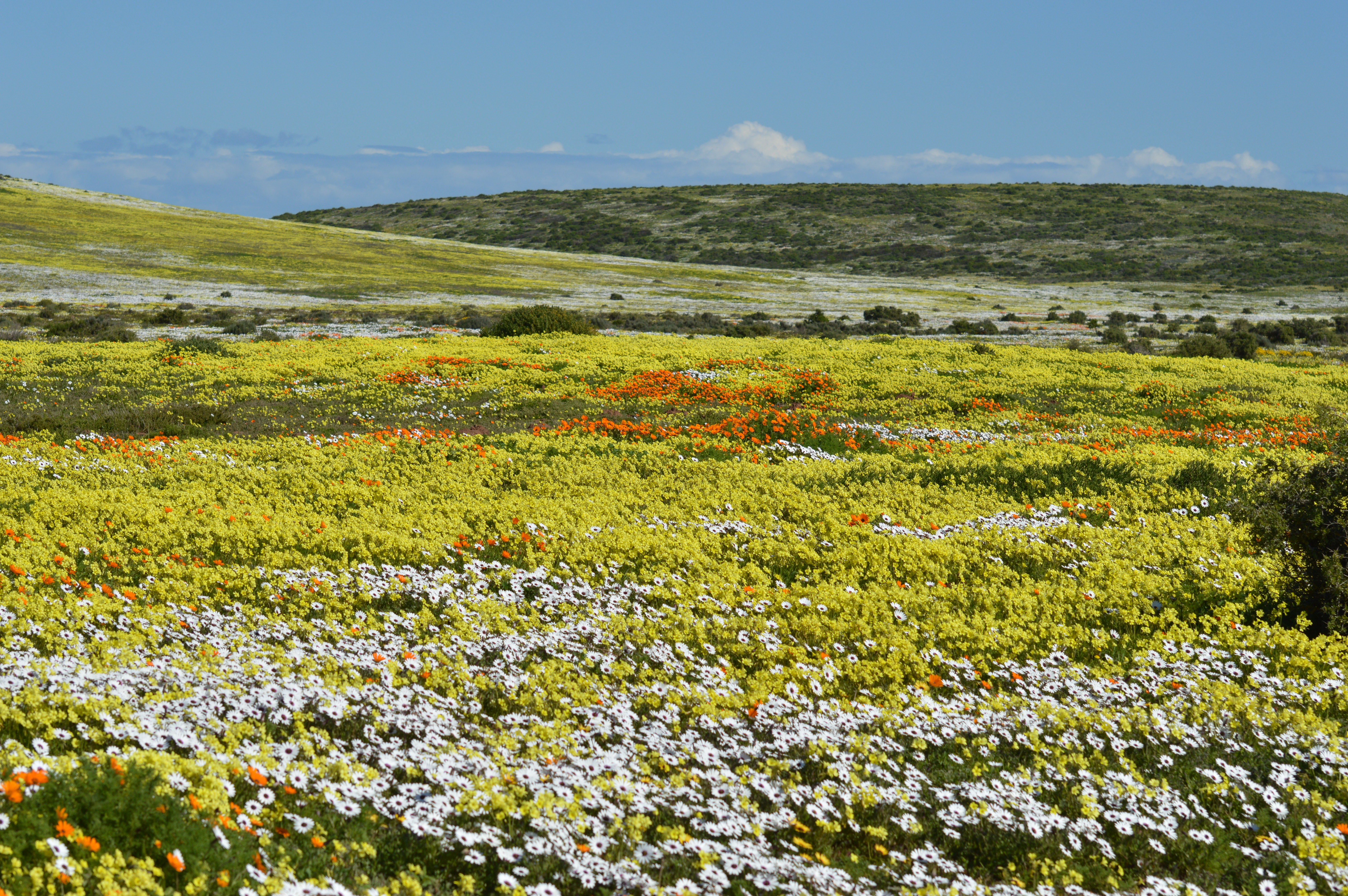
Цветочный сезон в национальном парке Уэст-Кост

Из-за низкой продуктивности типов растительности финбоса на неплодородных почвах, он редко используется в сельском хозяйстве. В некоторых районах финбоса осуществляется сбор растительности для торговли срезанными цветами, а также создаются сады диких цветов. Последствия этих действий в отношении гибридизации и передачи генов остаются мало изученными. На более плодородных почвах и в условиях повышенных осадков финбос может быть превращен в фруктовые сады и виноградники. Современные сельскохозяйственные технологии, такие как применение жидких удобрений, террасирование и гидропоника, делают возможным использование менее плодородных земель для сельского хозяйства. В настоящее время строительство плотин, как для сельскохозяйственных, так и для городских нужд, представляет определенную угрозу, но эта угроза сравнительно невелика по сравнению с другими факторами, такими как интродукция видов и разрушение природной среды.

### Реностервельд

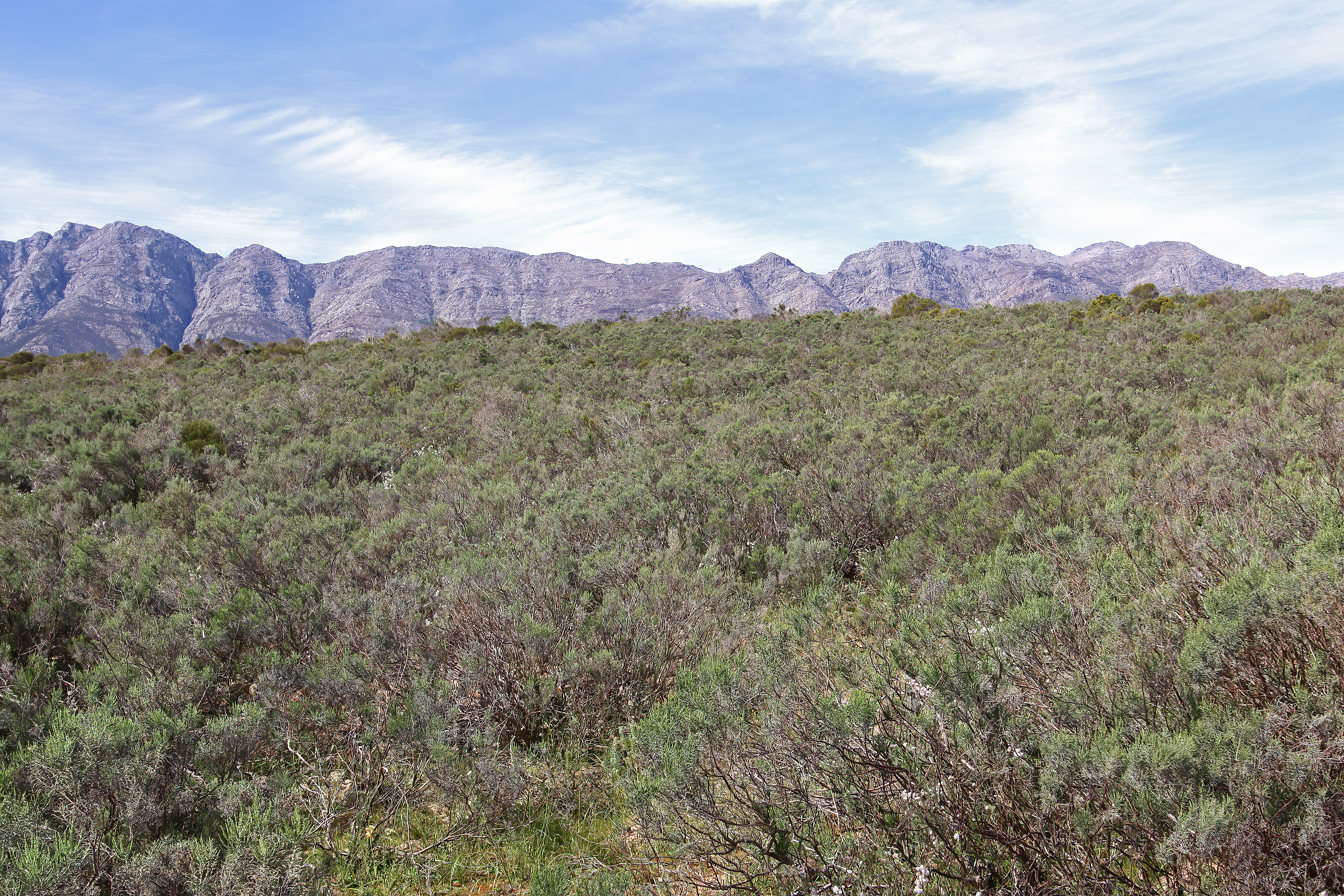
Реностервельд в межгорной долине между Вулсли и Тульбахом, где Dicerothamnus rhinocerotis является преобладающим видом растений

Реностервельд представляет собой значительный тип растительности в биоме финбос, где преобладают растения семейства Астровые (Asteraceae), в частности, вид Dicerothamnus rhinocerotis (также известный под народным названием «реностербос»), который, возможно, послужил именем для этого типа растительности. На фоне доминирования этого растения, в данном регионе также обнаруживается множество других родов растений, включая представителей семейства Астровые (Asteraceae), таких как Eriocephalus, Felicia, Цмин (Helichrysum), Pteronia, Relhania; семейства Бобовые (Fabaceae), таких как Аспалатус (Aspalathus); семейства Мареновые (Rubiaceae), таких как Anthospermum; семейства Мальвовые (Malvaceae), таких как Hermannia; и семейства Волчниковые (Thymelaeaceae), таких как Пассерина (Passerina). Все эти кустарники обладают мелкими жесткими серыми листьями. Еще одной характерной особенностью реностервельда является высокое разнообразие геофитных растений, включая представителей семейства Ирисовые (Iridaceae), Лилейные (Liliaceae) и Орхидные (Orchidaceae).

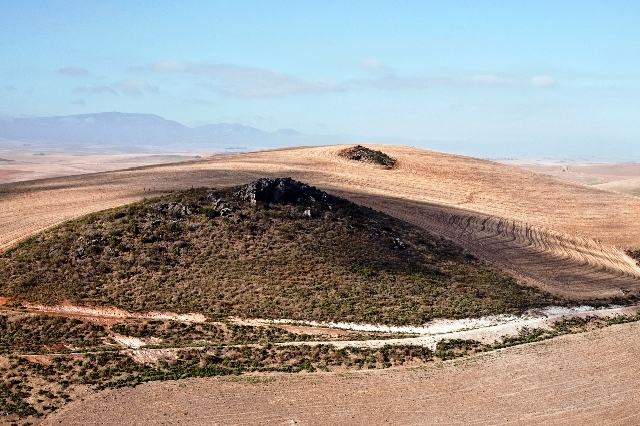
Пример типичных островков реностервельда на сельскохозяйственных землях

Реностервельд обычно находится на мелкозернистых почвах, в основном глинистых и алевритовых, образованных из сланцев групп Меймсбери (Maimesbury) и Боккевелд (Bokkeveld), а также сланцевых слоев Кару (Karoo Sequence). В более засушливых районах можно найти реностервельд на почвах, состоящих из гранитных пород мыса. Из-за высокой плодородности этих почв, большая часть реностервельда была обработана для выращивания пшеницы.
Экосистема реностервельда обычно развивается в условиях, когда количество осадков составляет от 250 (иногда до 200 мм) до 600 мм в год, при этом не менее 30% выпадает зимой. В случае более высокого количества осадков почвы становятся щелочными, и реностервельд уступает место астровому финбосу. Там, где количество осадков меньше 250 мм, обычно встречаются экосистемы типа Суккулентого Кару.
Ранее в реностервельде обитали разнообразные виды крупной дичи, такие как горные зебры, квагги, голубые антилопы, каамы, канны, беломордые бубалы, слоны, черные носороги, буйволы, львы, гепарды, пятнистые гиены и леопарды. Голубые антилопы и беломордые бубалы встречались только в биоме финбос. В настоящее время выжившие виды включают горных зебр и леопардов, которые перебрались в горные районы, и слонов, которые переместились в лесные биомы. Остальные виды крупной дичи вымерли в биоме финбос.
Из-за высокой плодородности почв, значительная часть реностервельда была превращена в сельскохозяйственные угодья. Меньше 5% исходной территории реностервельда на западном побережье осталось нетронутым (целью Конвенции в Рио-де-Жанейро является сохранение не менее 10% этой экосистемы). Другие типы реностервельда также подверглись значительной трансформации или использованию для дополнительных пастбищ. В связи с этим маловероятно, что жизнеспособные популяции крупных млекопитающих когда-либо будут вновь введены в биом финбос.
Природоохранный статус этого региона стал предметом обсуждения на нескольких симпозиумах и семинарах.

## Биом Суккулентного Кару
Биом Суккулентного Кару
Биом Суккулентного Кару входит в состав Капской области, также известной как «Флористический регион Большого мыса» (англ. Greater Cape Floristic Region). Он состоит из равнин или слегка холмистых равнин с некоторыми холмистыми и разломанными степями, преимущественно на западе и юге от откоса и на севере от пояса Капских гор. Высота в основном не превышает 800 м, но на востоке может достигать 1500 м. В этом регионе присутствует разнообразие геологических формаций. Почвы биомов Суккулентного Кару и Нама Кару практически идентичны: обе характеризуются богатыми известью на каменистой почве. На западе основные дренажные системы представлены реками Олифантс и Доринг, в то время как на юго-востоке биома преобладает река Гауритс. 

Биом характеризуется ограниченным количеством осадков зимой и экстремальной засухой летом, общая сумма осадков колеблется от 20 до 290 мм в год. Эти осадки происходят циклонически, что снижает эрозионную активность по сравнению с биомами, где осадки приходят летом. Летом температура обычно превышает 40°C, но ближе к побережью обычны туманы, а морозы редки. Ветры Берга (Berg wind), сухие и жаркие, могут дуть круглый год.

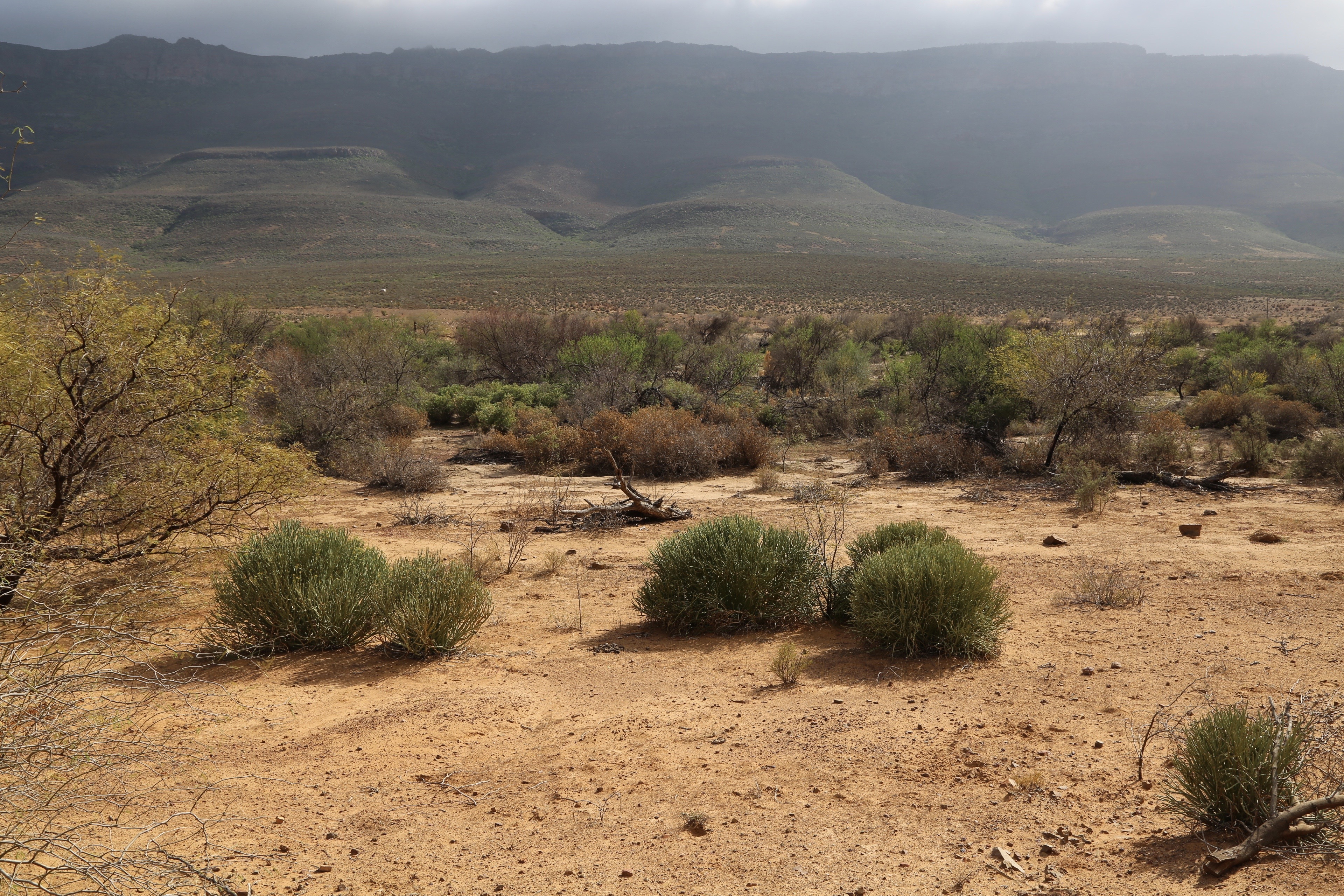
Долина реки Бидоу (Biedow River Valley), Седерберг, Западный Кейп, Южная Африка

Растительность представлена в основном карликовыми суккулентными кустарниками, включая семейство Аизовые (Aizoaceae) и род Очиток (Sedum). Травянистые растения редки, за исключением некоторых песчаных областей. Разнообразие видов растений, особенно суккулентов, является высоким и уникальным для засушливых территорий такого размера.
Информации о фауне недостаточно. Важную роль в этом районе играют хойвельтье (Heuweltjie) — богатые кальцием высокие участки почвы, которые, предположительно, были созданы деятельностью термитов. Они часто поддерживают уникальные растительные сообщества.
Район характеризуется ограниченным сельскохозяйственным потенциалом из-за недостатка воды. Дефицит трав ограничивает пастбища, а низкая урожайность требует интенсивных подкормок. Значительная часть почвы была разорена в результате поверхностной эрозии, вызванной длительным выпасом скота, который продолжался почти 200 лет. На юге биома в Маленьком Кару практикуется разведение страусов. В смежных территориях, примыкающих к биому финбос, используя системы сбора воды, выращивают виноград, фрукты и другие культуры. Туризм играет важную роль: побережье и массовые цветочные выставки весной привлекают посетителей. Значительная горнодобывающая деятельность проводится, особенно на севере.

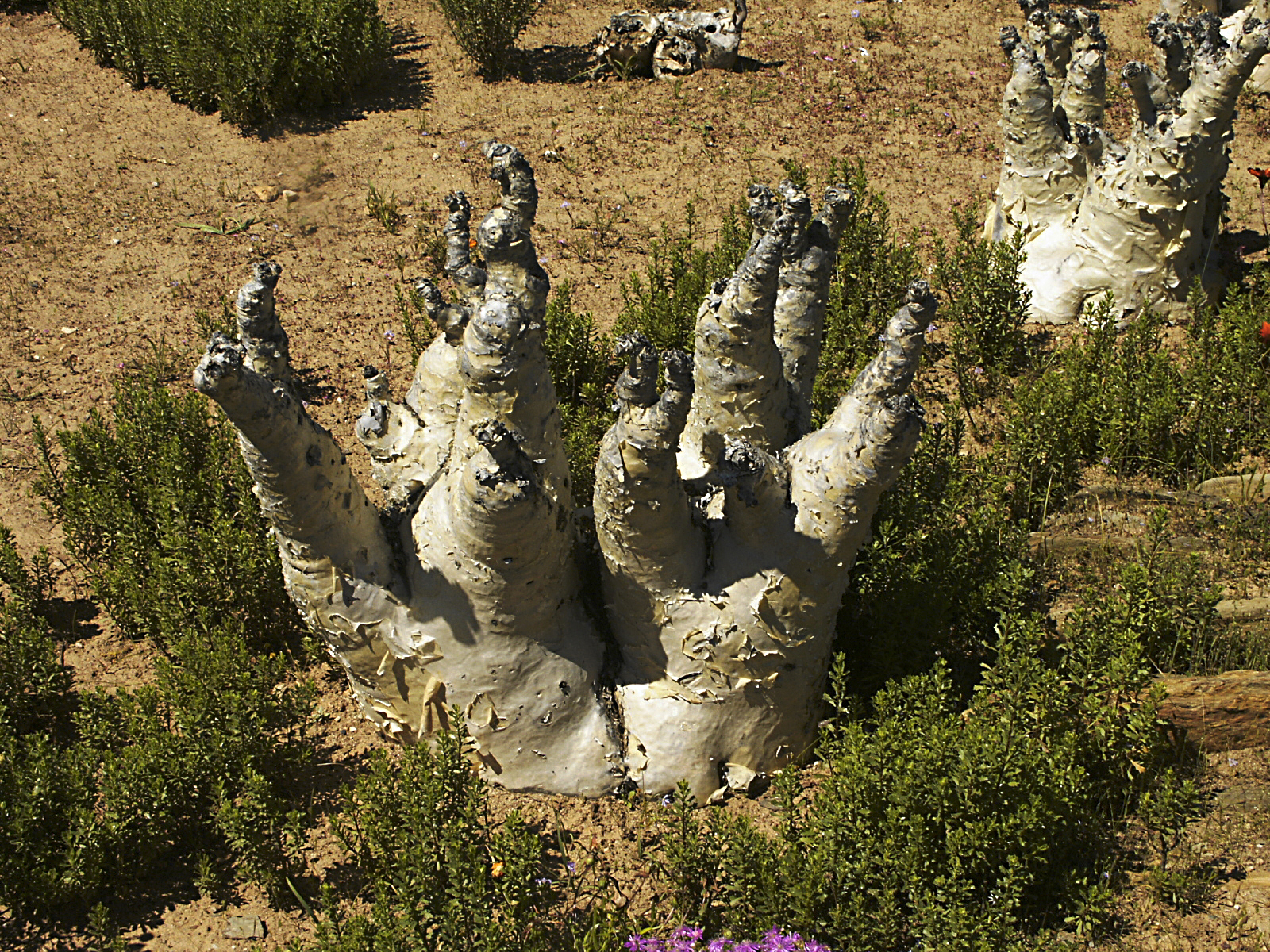
Представители рода Тилекодон в Национальном ботаническом саду пустыни Кару (Karoo Desert National Botanical Garden)

Менее 0,5% площади суккулентного биома Кару официально признано защищенной территорией. В этом биоме обитает множество редких и внесенных в Красную книгу видов растений. Высокое разнообразие видов и уникальный глобальный статус биома требуют внимания к его сохранению. Количество инвазивных видов растений невелико, и только растение Acacia cyclops представляет серьезную проблему в южных прибрежных регионах. Добыча алмазов в северных прибрежных районах приводит к разрушительным последствиям, и законодательство, требующее восстановления растительности в этих областях, недостаточно эффективно.

## Пустынный биом
Пустынный биом
Пустынный биом представляет собой среду с крайне суровыми условиями, отличающуюся от более влажных биомов, таких как Кару и Нама-Кару. Климат в этом биоме характеризуется низким количеством осадков летом и высокой засухой. Количество осадков варьирует от 10 мм на западе до 70-80 мм на внутренних участках пустыни и значительно меняется от года к году. Наиболее типичная пустыня в Южной Африке находится в Намибии, с отдельными участками, включая район Спрингбоквлакте (Springbokvlakte) в Рихтерсвельде (Richtersveld), на нижней части долины Оранжевой реки.
Растительность пустынного биома в основном состоит из однолетних растений, чаще всего трав. После редких сезонов с обильными дождями пустынные равнины могут временно оживиться множеством коротких однолетних трав. В менее благоприятные годы равнины выглядят безрастительными, сохраняя растения в виде семян.

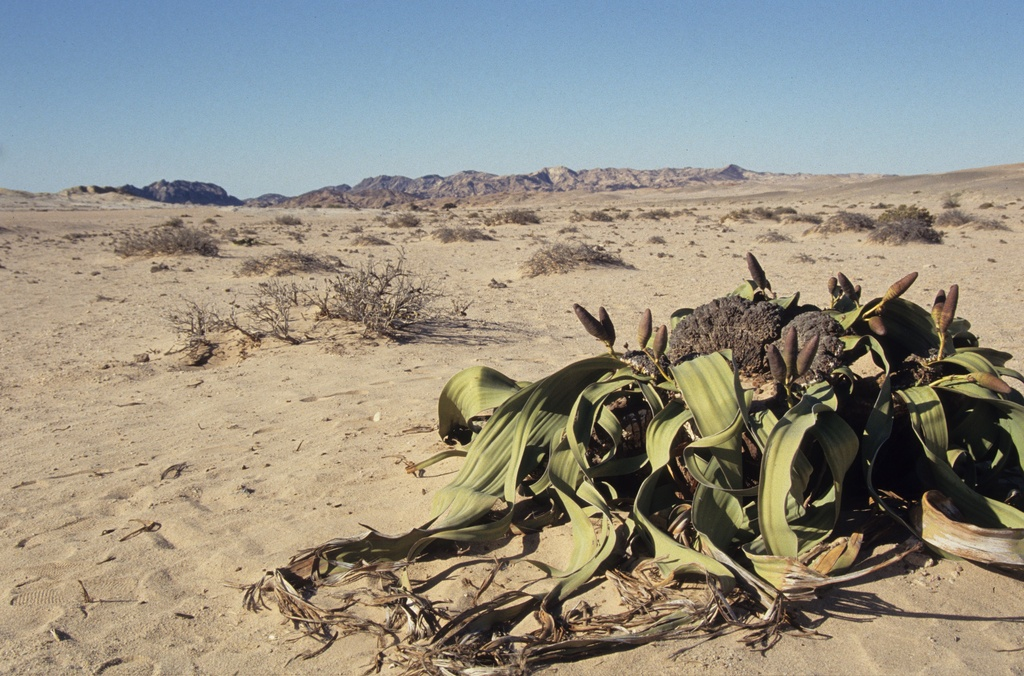
Вельвичия удивительная

Многолетние растения обычно процветают в специфических уголках, связанных с локальными источниками воды. Например, в пустыне Намиб часто встречается известное растение Вельвичия удивительная (Welwitschia mirabilis). Многолетняя трава Stipagrostis sabulicola иногда встречается на больших дюнах с запасами воды. У прибрежных участков Намибии распространены виды, зависящие от прибрежного тумана.
Пустынный биом содержит разнообразный мир насекомых, включая жуков-чернотелок, некоторые из которых имеют способность использовать влагу из тумана.

## Биом Нама-Кару
Биом Нама-Кару
Биом Нама-Кару распространен в центральном плато западной части ЮАР на высоте от 500 до 2000 м, при этом основная часть биома находится на высоте от 1000 до 1400 м. Этот биом является вторым по величине в этом регионе.
Геология, лежащая в основе биома, представляет собой разнообразие, связанное в основном с уровнем осадков. Дожди выпадают летом, их колебания составляют от 100 до 520 мм в год, что определяет преобладающий тип почвы: более 80% площади покрыто слаборазвитой почвой, богатой известью. Несмотря на то, что менее 5% осадков попадает в реки, чрезмерное пастбищное хозяйство создает серьезные проблемы в виде высокой эрозии почв.

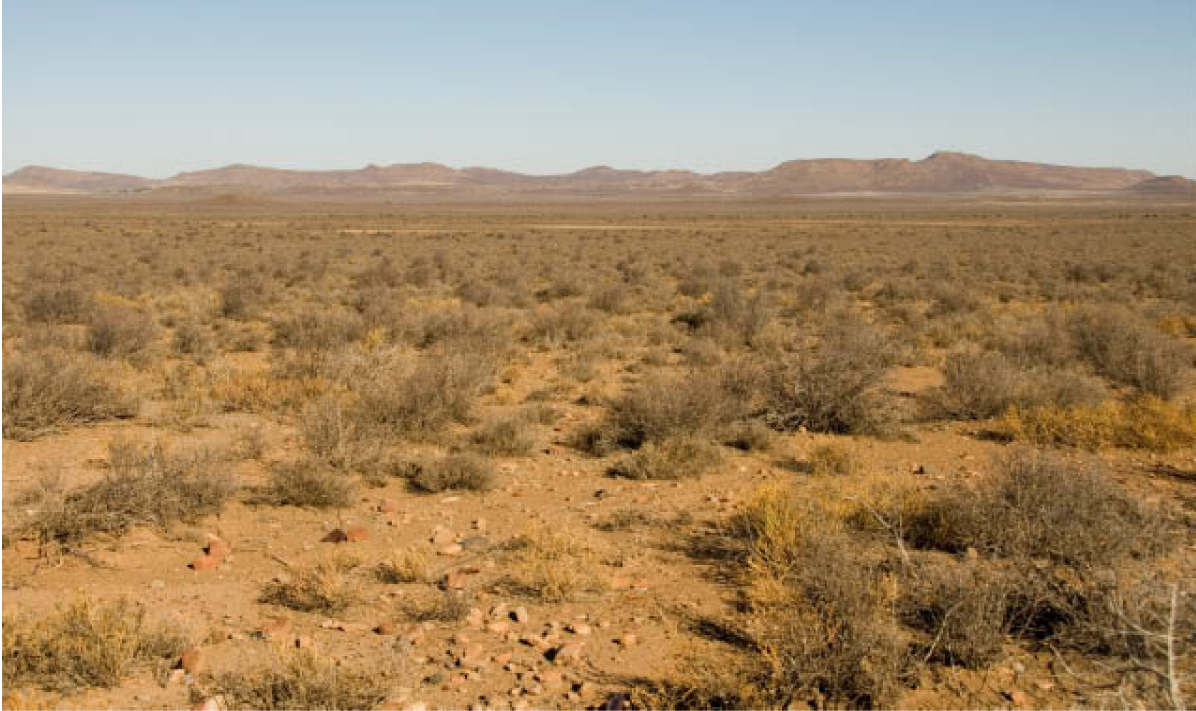
Ландшафт Нама-Кару

Основная растительность состоит из травянистого кустарника, где травы преобладают в низменностях и на песчаных почвах, а на глинистых почвах встречаются реже. Пастбищное хозяйство способствует быстрому увеличению численности кустарников. Большинство трав, подобно кустарникам, теряют во время сильных дождей.
Пожары здесь редки. Крупные исторические стада животных, таких как спрингбоки, больше не существуют. Некоторые виды птиц, преимущественно жаворонки, вероятно, в прошлом вели кочевой образ жизни внутри биома в периоды осадков. Бурая саранча и гусеница Кару привлекают большое количество хищников из числа птиц и млекопитающих, их численность увеличивается при благоприятных местных дождях.
Менее 1% биома охраняется на специальных территориях. Урбанизация и сельское хозяйство минимальны, а орошение ограничено долиной Оранжевой реки и некоторыми водоемами. Большая часть земель используется под выпас овец и коз. Однако из-за чрезмерного выпаса многие местные виды могут быть угрожены, включая Rhigozum trichotomum, Chrysocoma ciliata и Vachellia karroo, а также многие травы и другие ценные виды. В биоме Нама-Кару крайне мало редких растений, внесенных в Красную книгу.
Туристический потенциал этого района оценивается как низкий.

## Луговой биом
Луговой биом
Луговой биом широко распространен в высокогорных центральных плато Южной Африки, внутренних районах Квазулу-Натала и Восточно-Капской провинции. Рельеф этой местности представлен в основном равнинами, холмами и откосами, высота которых колеблется от уровня моря до 2850 м.

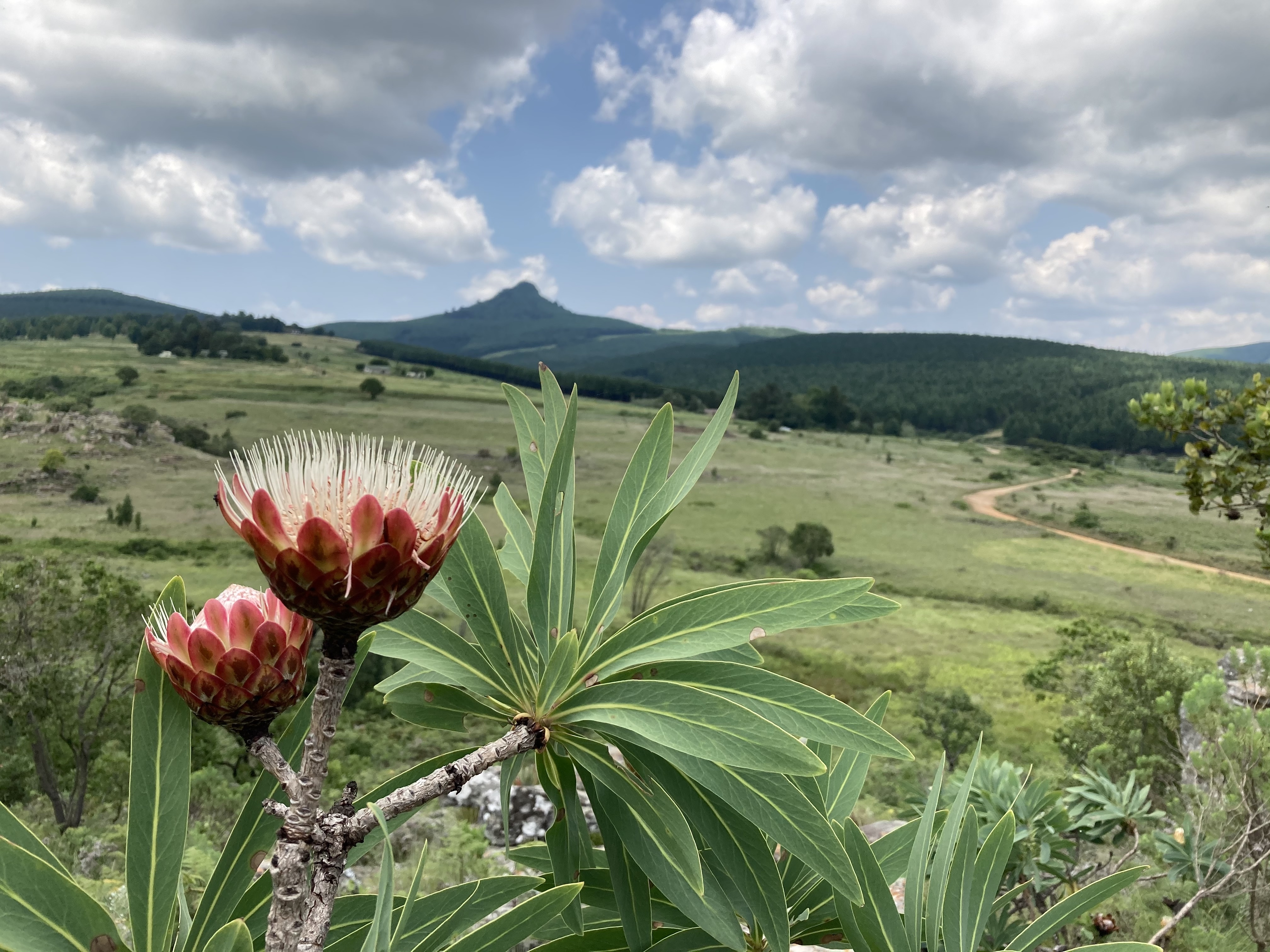
Представитель рода Протея на фоне пейзажа в окрестностях города Саби, Мпумаланга

Эти луга, известные также как Грассвельд (Grassveld), характеризуются единственным слоем травы. Количество растительного покрова зависит от осадков и уровня выпаса скота. За исключением отдельных мест, на этих участках не растут деревья, но встречаются геофиты, такие как луковичные растения, обычно в изобилии. Морозы, пожары и выпас помогают сохранить преобладание травы и препятствуют росту деревьев.
В этом травянистом биоме можно выделить две категории трав: сладкие травы, с низким содержанием клетчатки, сохраняют питательные вещества в листьях зимой, что облегчает их хранение. В отличие от них, кислые травы с высоким содержанием клетчатки имеют тенденцию терять питательные вещества из листьев зимой, что усложняет хранение. При более высоких осадках и кислых почвах преобладают кислые травы, при этом за уровень преобладания кислых трав принимается 625 мм осадков в год.
Травяные растения этого биома устойчивы к выпасу, огню и кошению: большинство из них легко восстанавливают новые стебли, используя разнообразные стратегии. Этот биом играет важную роль в производстве молочной продукции, говядины и шерсти в Южной Африке.
Травянистый биом также важен для выращивания кукурузы. Здесь также выращивают сорго, пшеницу и подсолнечник, хоть и в меньших масштабах.
Урбанизация существенно влияет на уменьшение природных территорий, особенно в данном биоме, где находится низкая горная цепь Витватерсранд. Травянистый биом считается разнообразным, уступая по биоразнообразию только финбосу. На лугах, особенно на откосах, часто встречаются редкие растения, в основном эндемичные геофиты или двудольные травянистые растения. Очень немного видов трав здесь относится к редким или находится под угрозой исчезновения. Красота откосов привлекает множество туристов.

## Саванный биом
Саванный биом
Саванна — крупнейший биом в южной части Африки, охватывающий 46% ее территории и более трети земель Южной Африки. Он широко распространен в низменностях и регионе Калахари Южной Африки, а также является основной формой растительности в Ботсване, Намибии и Зимбабве. Этот биом характеризуется травянистым почвенным слоем и выраженным верхним ярусом из древесных растений. Растительность варьирует от кустарниковой в плотных участках до лесистой, а также в промежуточных стадиях, известных как бушвелд.

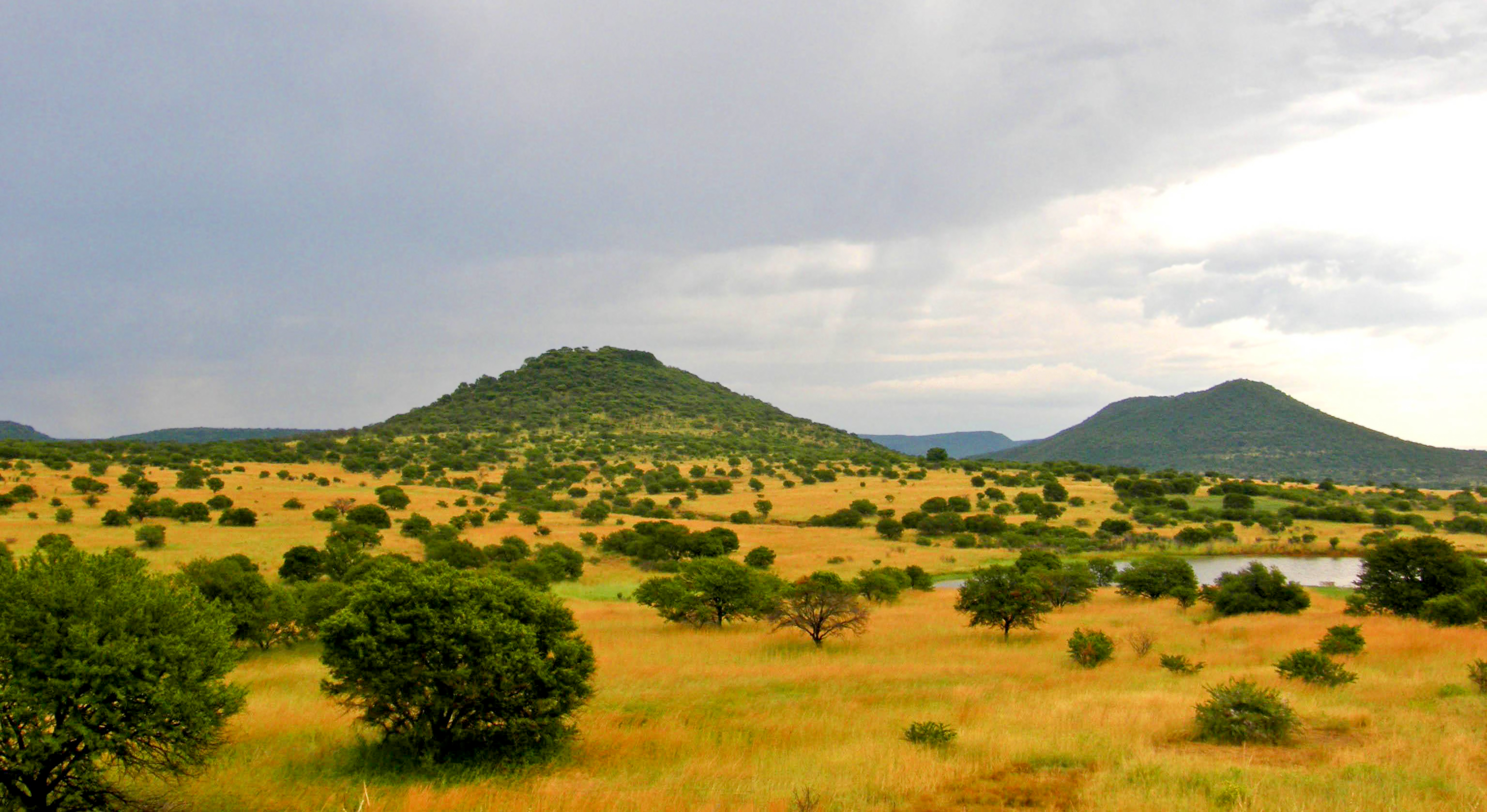
Холмистая саванна недалеко от города Питермарицбург

Окружающие факторы, определяющие границы биома, весьма разнообразны: высота варьируется от уровня моря до 2000 м; количество осадков колеблется от 235 до 1000 мм в год; заморозки могут наблюдаться от 0 до 120 дней в году; и почти все геологические и почвенные типы присутствуют в этой зоне. Недостаток осадков является основным фактором, препятствующим развитию верхнего слоя, также пожары и пастбищное хозяйство поддерживают преобладание травяного покрова. Летние дожди необходимы для роста травы, которая часто приводит к пожарам из-за ее легковоспламеняющихся частиц. Большинство видов здесь приспособлены к выживанию при пожарах, где обычно менее 10% растений погибают в результате пожара. Даже при сильном ожоге большинство видов способны отрастить новые побеги из основания стеблей.
Высота кустарниково-древесного слоя может варьировать от 1 до 20 м, но в бушвельде обычно она составляет от 3 до 7 м. В некоторых участках кустарниково-древесный слой может доминировать, но он подвержен чрезмерному выпасу скота.
Многие типы саванны используются для пастбищ скота или дичи. Например, в южных районах саванны основным стадом являются козы. На некоторых участках выращивают сельскохозяйственные культуры и субтропические фрукты. Урбанизация в этих местах не распространена, возможно из-за жаркого и влажного климата, а также из-за наличия болезней, таких как малярия и сонная болезнь, которые ограничивают развитие городов.

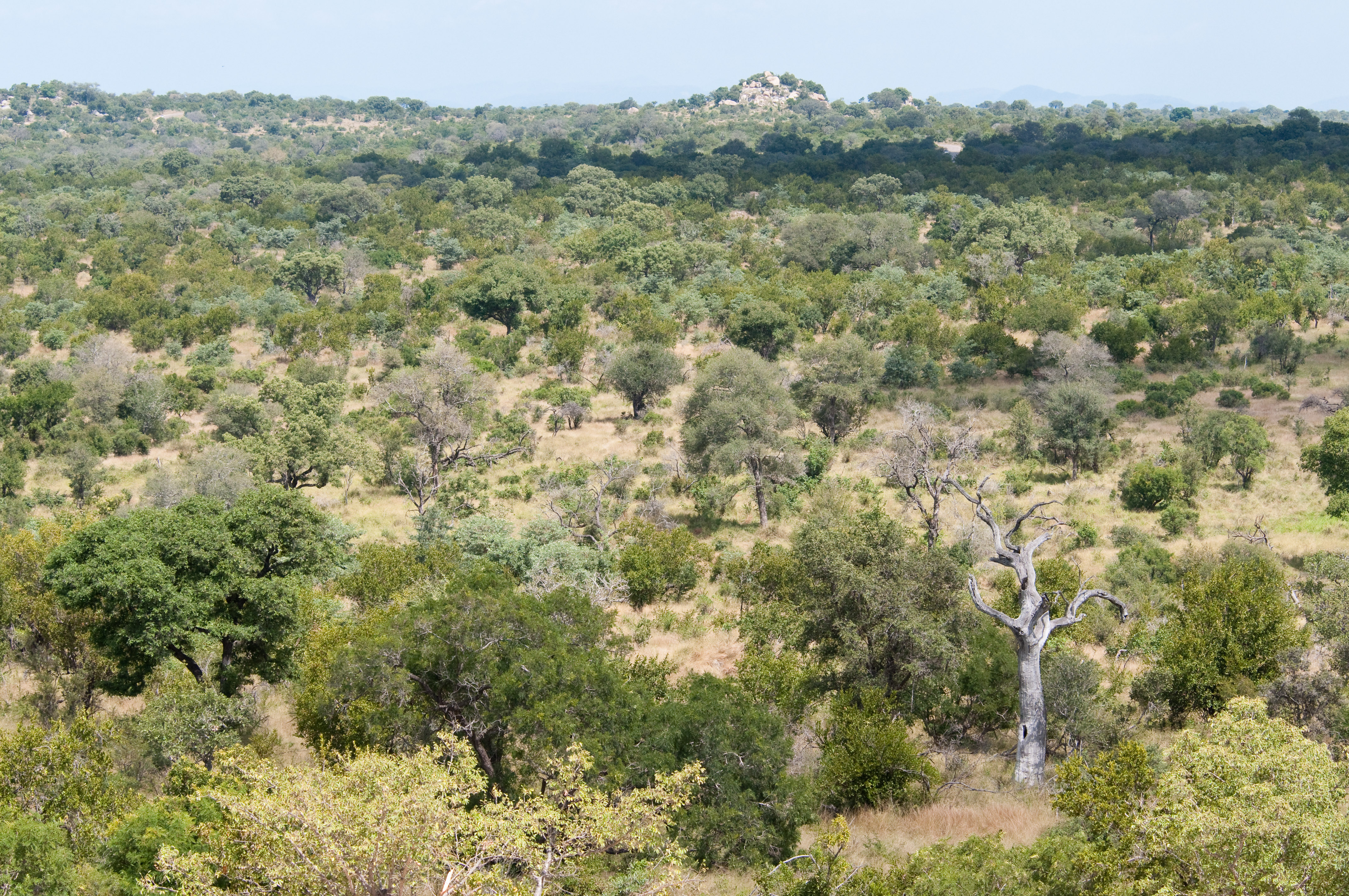
Национальный парк Крюгера

Состояние сохранения саванны в целом благоприятное, в основном благодаря наличию национальных парков, таких как Крюгер. Подобные заповедные территории также имеются в соседних странах. Однако небольшая часть этих типов растительности находится в заповедных зонах, менее 5% от их общей площади. Большая часть территории используется для охоты, но при условии устойчивого управления охотничьи ресурсы могут эффективно сохраняться.

## Биом зарослей Олбани
Биом зарослей Олбани
Разновидность растительности, отличающуюся от леса и саванны за счёт отсутствия выраженного травянистого покрова почвы. Этот биом характеризуется плотными кустарниковыми зарослями и низкими лесами, где преобладают вечнозеленые и склерофитные деревья, кустарники и виноградные лозы. Растительность в данном биоме часто обладает колючками на стеблях и может быть практически непроницаемой из-за своей густоты.
Этот тип растительности определён как переходный, поскольку его виды имеют общие флористические компоненты с другими экосистемами и встречаются практически во всех формальных биомах. Особенностью биома зарослей является относительно низкое количество эндемичных видов, среди которых представлены Толстянки (Crassula spp.) и Делосперма (Delosperma spp.), происходящие из региона Кару.

## Биом прибрежного пояса Индийского океана
Биом прибрежного пояса Индийского океана
Этот район — прибрежная полоса, протяжённостью около 800 км от границы Южной Африки с Мозамбиком до устья реки Грейт-Кей. Он представлен в основном лесным покровом, который периодически прерывается лугами из-за специфических свойств почвы и воды. Однако значительная часть этого региона открыта для растительности саванны, смешиваясь с множеством лесов и лугов. Изменения, произошедшие в данной прибрежной зоне за пределами уже существующих лесов, стали значительной утратой исторического состояния этого места.

## Лесной биом
Лесной биом
Леса занимают ограниченные территории с климатом, где количество осадков составляет более 525 мм в зимний период и более 725 мм в летний период, и они процветают от уровня моря до высоты более 2100 м. Вследствие высокой влажности леса редко подвергаются пожарам, однако в случае чрезвычайно жаркой и сухой погоды (Berg wind) возможны пожары, которые могут повредить структуру леса.
Эти лесные угодья обычно представлены небольшими участками, превышающими площадь 1 км² лишь вдоль Эден и откоса Лоувельд (Lowveld Escarpment). Даже суммарно леса покрывают менее 0,25% южноафриканской территории, делая этот биом самым маленьким.
Лесной покров плотный и в основном состоит из вечнозеленых деревьев, под которым процветает многослойная растительность. Травянистые растения, особенно папоротники, встречаются в основном в горных лесах, в то время как лианы и эпифиты распространены повсеместно. Из-за густой тени на почве практически отсутствует растительный покров. По периферии лесов находятся уникальные сообщества, которые способны переносить пожары.

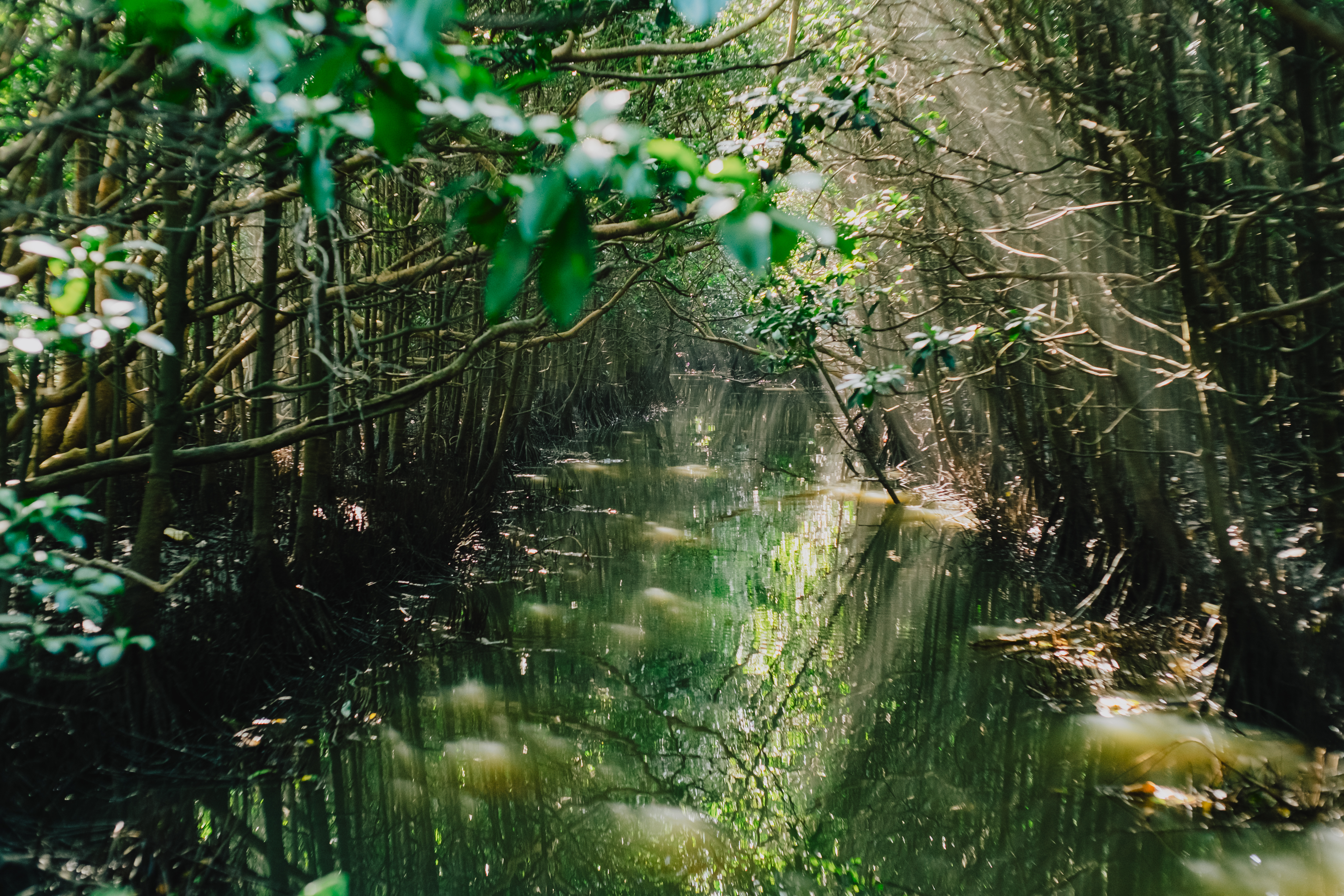
Прибрежный мангровый лес в окрестностях реки Умгени в Дурбане, ЮАР

В этих лесах обитает 649 видов древесных и 636 видов травянистых растений. Однако флора лесов неоднородна. Определены три основных типа леса. Помимо них существуют специализированные леса, встречающиеся на небольших участках и весьма редко, такие как мангровые, болотные и опушки.
Из-за своей уникальности, величия и местоположения леса представляют собой важную туристическую достопримечательность Южной Африки. Ранее они использовались для добычи ценной древесины, включая Ocotea bullata и Podocarpus falcatus. Самым распространенным растением является Acacia melanoxylon (интродуцирован).